# Grüne Route

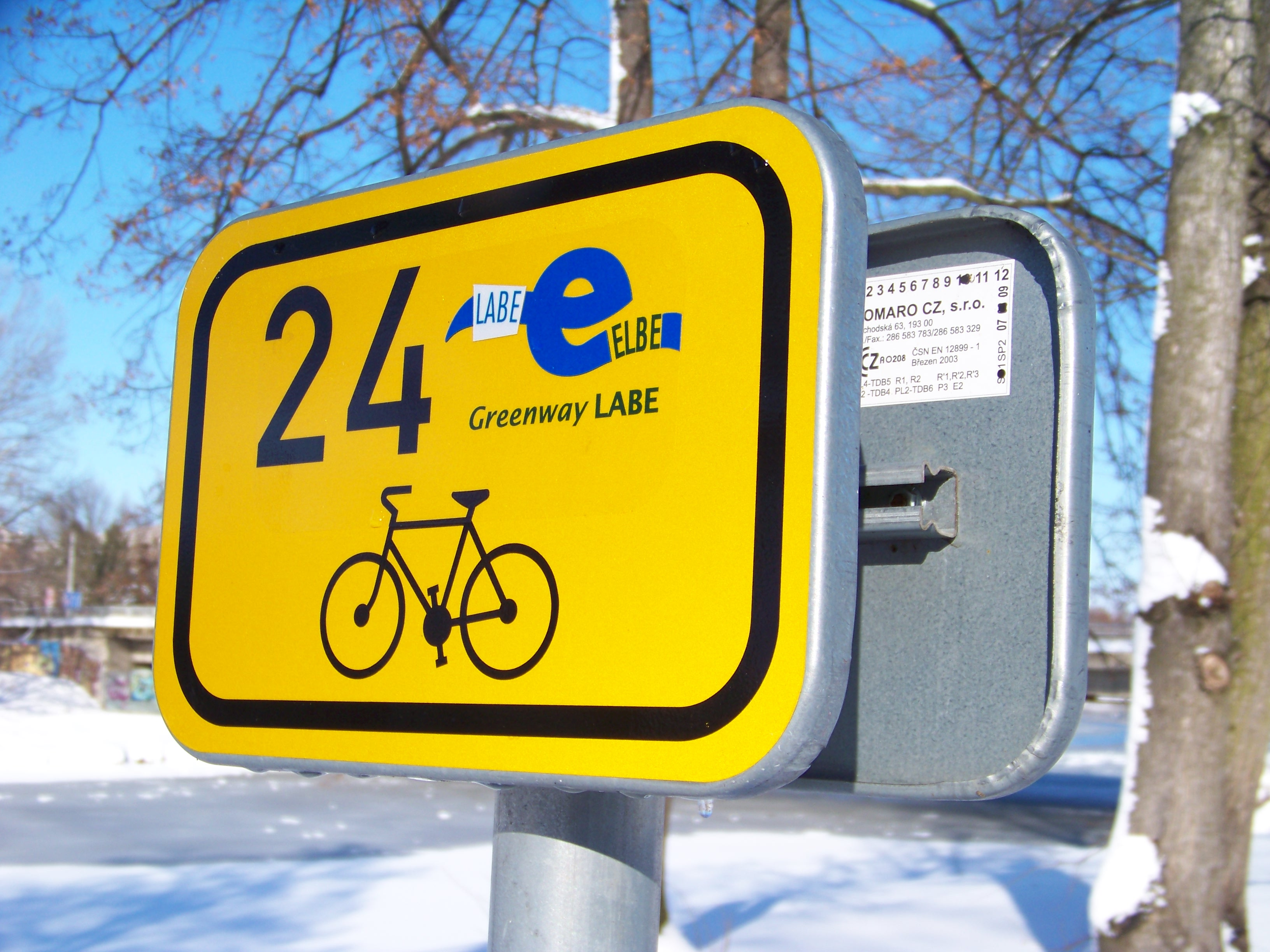
Beschilderung einer Grünen Route in Hradec Králové

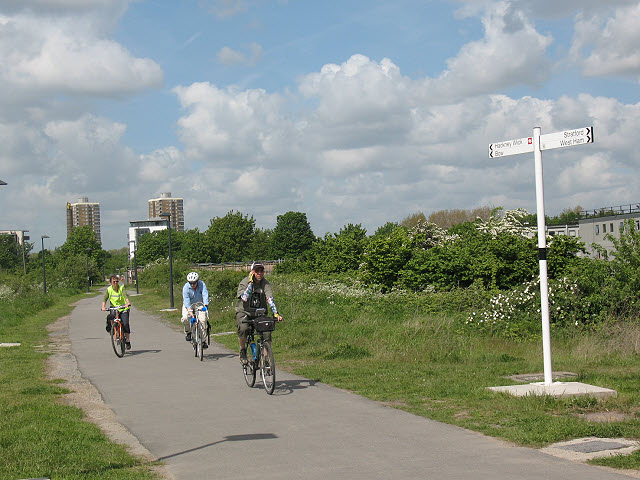
Grüne Route in London

Als Grüne Route (englisch greenway) werden international Radwege bezeichnet, die besonderen Qualitätsansprüchen gerecht werden. Zur Entwicklung einheitlicher Standards für Grüne Routen wurde die European Greenways Association (AEVV-EGWA) gegründet, die jährlich einen Preis für die beste Grüne Route vergibt. Hintergrund ist ein Beschluss aus dem Jahre 2000 zur Entwicklung eines European Greenway Network mit Unterstützung der EU.
Der Begriff Grüne Route ist international in verschiedenen Sprachen gebräuchlich:
- England: Greenways[2]
- Frankreich: Voies Vertes[3]
- Kanada: Route Verte
- Spanien und Mexiko: Vías Verdes
- Nordrhein-Westfalen: Alleenradweg[4]

## Kriterien für Grüne Routen
Die AEVV-EGWA hat Qualitätskriterien für Grüne Routen entwickelt:
- Die Radwege sollten durchgehend autofrei sein
- Die Radwege sollten für verschiedene Nutzergruppen zugänglich sein, wie etwa Radfahrer, Nordic-Walker, Inline-Skater, Familien mit Kindern
- Barrierefreier Zugang zum Radweg
- Gute Befestigung. Eine Asphaltierung ist kein zwingendes Qualitätskriterium, wenn sie etwa dem Naturschutz widerspricht
- Übersichtliche Beschilderung
- Moderater Steigungsverlauf

## Umwelt- und Landschaftsschutz
Viele Grüne Routen verlaufen auf den Trassen ehemaliger Verkehrswege, wie etwa ehemalige Bahntrassen, historische Versorgungswege entlang von Schifffahrtskanälen, ehemalige Treidlerpfade oder auf Flussdämmen und Deichen. Da die Trassen schon vorhanden sind, stellt die Nutzung als Radweg keinen weiteren baulichen Eingriff in Landschaft und Natur dar.

## Grüne Routen

### Im deutschsprachigen Raum
Im deutschsprachigen Raum (insbesondere Deutschland, Österreich, Schweiz) hat sich der Begriff Greenway oder Grüne Radroute bislang kaum etabliert. Allerdings verweist hier die Bezeichnung Bahntrassen-Radweg, Allenradweg oder RailTrail auf Radwege, die den Kriterien von Grünen Routen entsprechen. Der offizielle Radtouren-Planer des Bundeslandes Nordrhein-Westfalen ermöglicht das Anzeigen von Bahntrassen-Radwegen und somit von Greenways, wenngleich die Aufstellung bislang (Stand September 2013) nicht vollständig ist. Auch in gängigen Radkarten werden Bahntrassen-Radwege zunehmend explizit als solche ausgewiesen, wie etwa in der BVA-Radkarte Ruhrgebiet-Ost.

### Spanien

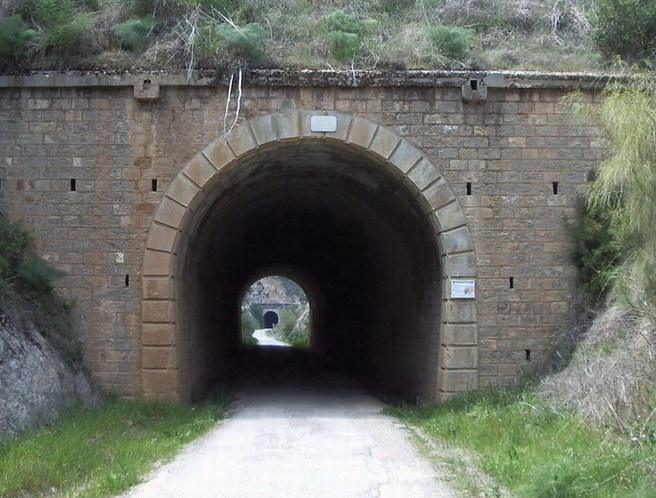
Ein Tunnel nach dem anderen, Vía Verde de la Sierra, Andalusien

In Spanien gibt es etwa 7000 km stillgelegte Bahnstrecken, etwa ein Fünftel davon sind als Radwege oder Wanderwege ausgewiesen, teils asphaltiert, teils ist die Oberfläche nur wenig bearbeitet. Sie werden als Vias Verdes oder als Caminos Naturales (Naturwege) bezeichnet und von einem Consortium (Fundacion de los Ferrocarriles Españoles) oder dem spanischen Umweltministerium (Ministerio de Medio Ambiente) verwaltet.
Das Besondere an den spanischen Bahntrassenradwegen sind die vielen aufgrund der geografischen Situation erforderlichen Tunnel, die meist befahrbar und bei entsprechender Länge auch beleuchtet sind. Die installierten Anlagen sind oft beschädigt; jeder Radler oder Wanderer sollte deshalb eigene Beleuchtung mitführen.
Knapp 80 Vías Verdes sind bisher erfasst, einige wenige sind für Radler nicht geeignet (Wanderwege), einige Wege findet man nicht in den offiziellen Führern. Die meisten Vías Verdes sind ehemalige Bahntrassen, wenige sind Radwege entlang der spanischen Kanäle (z. B. Vía Verde Canal de Castilla (Palencia)).

### Mexiko
Nach dem spanischen Vorbild bestehen in Mexiko Bestrebungen, dass insbesondere auf den seit der Privatisierung des Eisenbahnnetzes stillgelegten Strecken Vías Verdes angelegt werden, wobei die Bahnhöfe möglichst einer neuen Nutzung als Kulturzentrum oder Lokalmuseum zugeführt werden.